# العلوم والتقنية في فرنسا
بدأ الاهتمام بالعلوم والتكنولوجيا في فرنسا منذ عهدٍ طويل، يعود هذا الاهتمام إلى أكاديمية العلوم، التي أسسها لويس الرابع عشر عام 1666، بناءً على اقتراح جان بابتيست كولبير، لتشجيع وحماية روح البحث العلمي الفرنسي. كانت إنجازات فرنسا في مجال العلوم والتكنولوجيا كبيرة طوال القرون الماضية، حيث كان النمو الاقتصادي وعملية التصنيع في فرنسا بطيئًا وثابتًا خلال القرنين الثامن عشر والتاسع عشر. تشكل جهود البحث والتطوير جزءًا لا يتجزأ من اقتصاد البلاد.
يُدعم البحث العلمي في البلاد من خلال الصناعة، ومن خلال شبكة الجامعات الفرنسية ومؤسسات التعليم العالي خارج الإطار الرئيسي، والمدارس الكبرى.
حلّت فرنسا في المركز 11 في مؤشر الابتكار العالمي لعام 2023، مقارنة بالمركز 16 في عام 2019؛   إلا أنها تراجعت للمركز 12 في مؤشر عام 2024.

## لمحة تاريخية
يمكن إرجاع تقليد البحث العلمي في فرنسا إلى الثورة العلمية. تُعدّ فرنسا موطنًا لبعض أقدم الجامعات في العالم مثل جامعة مونبلييه وجامعة باريس، على الرغم من أنها كانت، في وقت تأسيسها، تركز على الفلسفة واللاهوت والقانون أكثر من تركيزها على العلوم.

## المؤسسات العلمية

### المدارس الفرنسية العادية العليا
- المدرسة العليا للأساتذة
- المدرسة العليا للأساتذة باريس ساكلاي
- المدرسة العليا للأساتذة في ليون

## المجالات العلمية

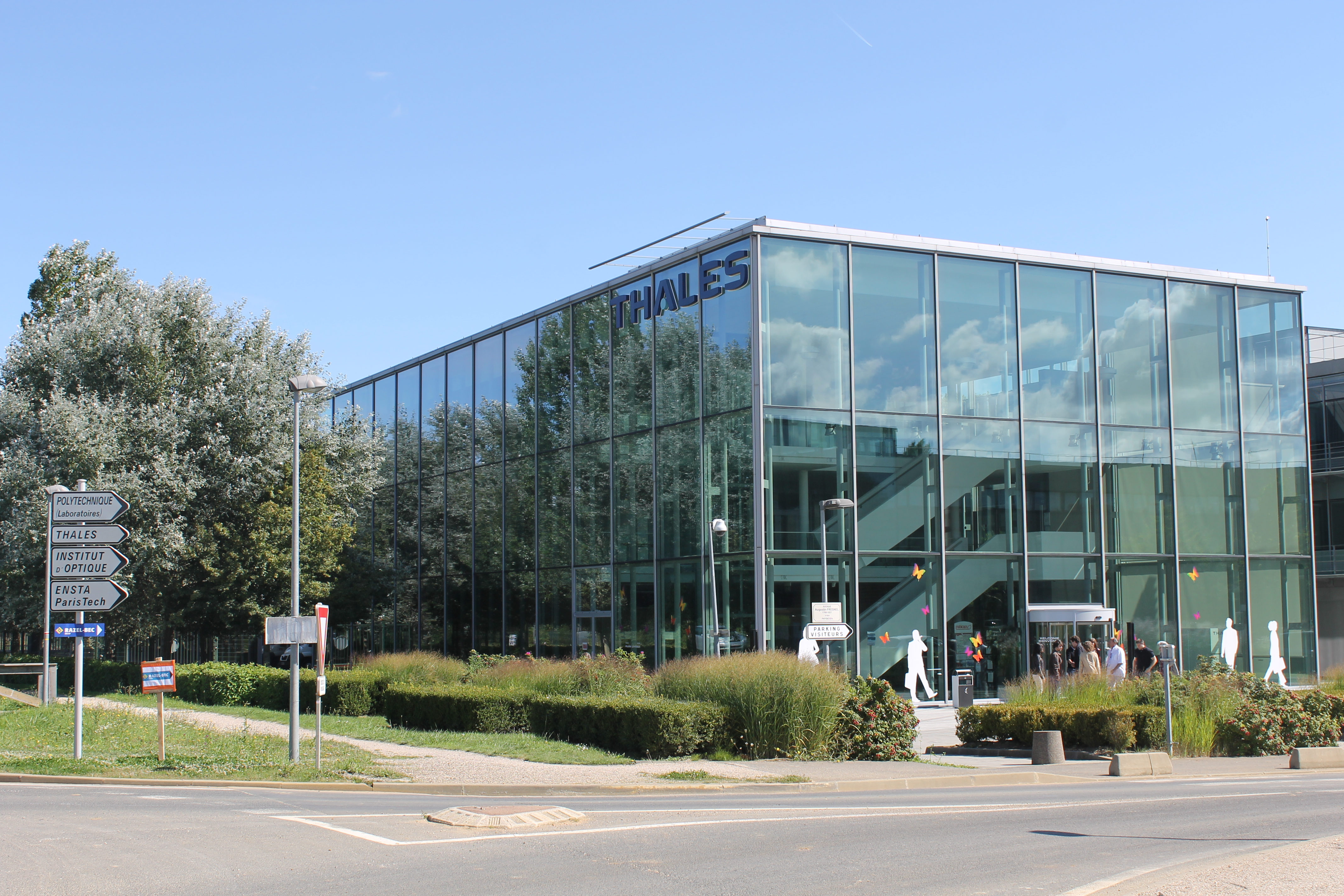
مركز الأبحاث التابع لمجموعة تاليس في مجمع الأعمال في باريس ساكلاي، فرنسا.

### الفيزياء
اكتشف هنري بيكريل النشاط الإشعاعي في عام 1896. وضع هنري بوانكاريه الأسس النظرية والإطار الرياضي للنسبية الخاصة قبل أن يستخدمها ألبرت أينشتاين في عام 1905 وما بعده.

### الكيمياء
اكتشف أنطوان لافوازييه قانون حفظ الكتلة  في فرنسا في القرن الثامن عشر.

### الرياضيات
اكتشف رينيه ديكارت نظام الإحداثيات الديكارتية عام 1637 (وبشكل مستقل عن اكشاف بيير دي فيرما في نفس الفترة). أول آلة حاسبة لبليز باسكال (باسكالين) صنعت عام 1642.  (انظر أيضًا آلة الإضافة) طوّر بيير دي فيرما وبليز باسكال نظرية الاحتمالية في القرن السابع عشر (مع جيرولامو كاردانو وكريستيان هويجنز). 
تعد فرنسا موطنًا لـ 11 عالماً حائزًا على ميداليات فيلدز، وهي في المرتبة الثانية بعد الولايات المتحدة من حيث عدد الحائزين على ميداليات فيلدز. يقع مقر "رابطة المتعاونين" لعالم الرياضيات الوهمي نيكولا بورباكي في مدرسة الأساتذة العليا في فرنسا.

### الطاقة النووية
أجرت فرنسا أول اختبار لها لقنبلة ذرية في الجزائر عام 1960  وأصبحت بعض الأسلحة النووية الفرنسية العاملة متاحة في عام 1964. وبعد ذلك، أجرت فرنسا أول اختبار لها لقنبلة هيدروجينية أقوى بكثير فوق نطاق اختبارها في جنوب المحيط الهادئ في عام 1968؛ تم إسقاط هذه القنبلة الهيدروجينية الأولى من قاذفة استراتيجية. كانت فرنسا القوة النووية الرابعة بحكم الأمر الواقع بعد الولايات المتحدة والاتحاد السوفيتي والمملكة المتحدة.

### علوم الفضاء
في عام 1965، كانت فرنسا الدولة الثالثة، بعد الاتحاد السوفييتي السابق والولايات المتحدة، التي تطلق قمراً صناعياً إلى الفضاء. ومع ذلك، لم يعد الفرنسيون يطلقون أقمارهم الصناعية الخاصة، مفضلين بدلاً من ذلك المساهمة في وكالة الفضاء الأوروبية.

## أنظر أيضاً
- قائمة العلماء الفرنسيين
- الوصول المفتوح في فرنسا